# Astragalus casapaltensis
Astragalus casapaltensis är en ärtväxtart som beskrevs av John Ball. Astragalus casapaltensis ingår i släktet vedlar, och familjen ärtväxter. Inga underarter finns listade i Catalogue of Life.